# Kenny Davern

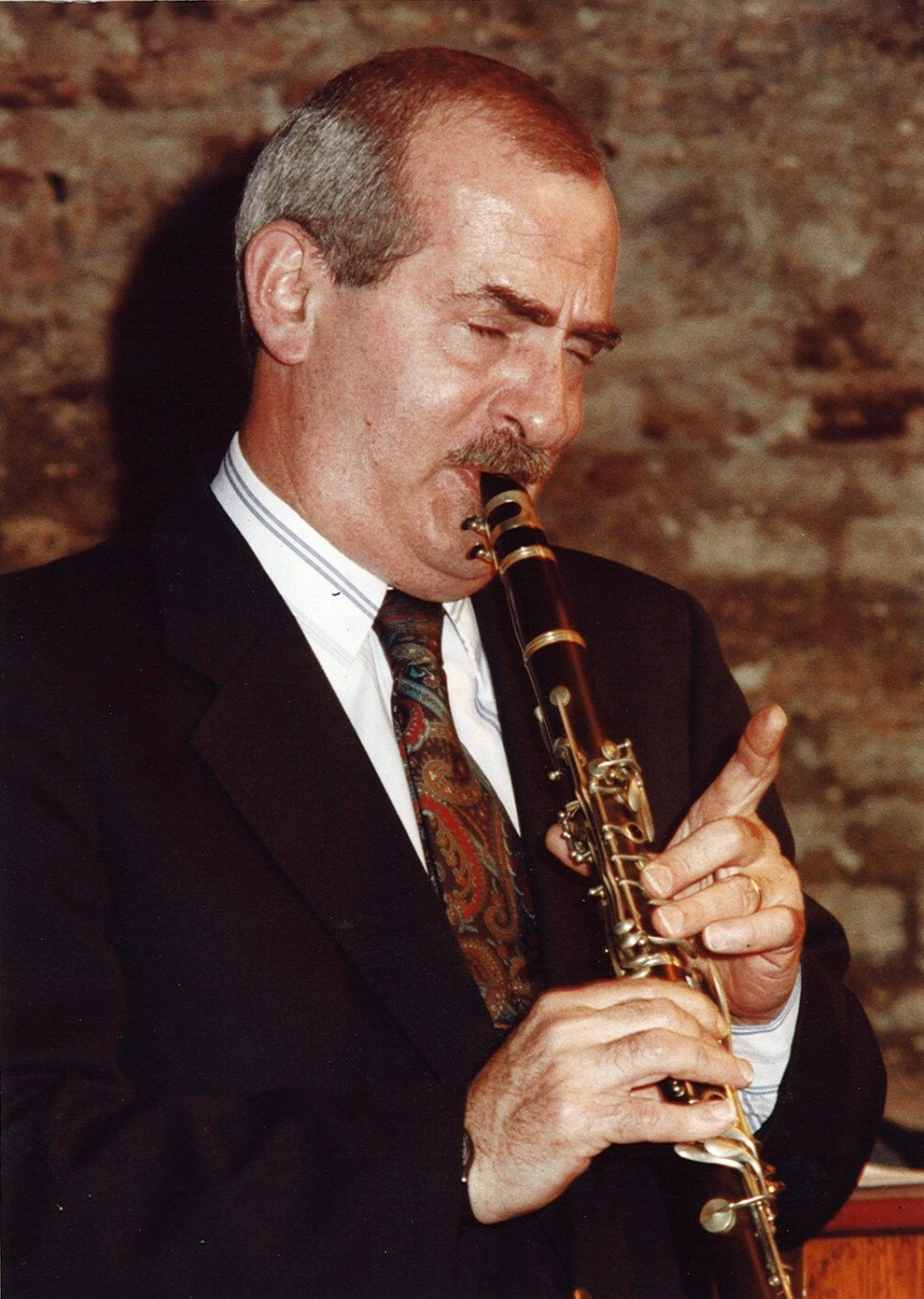
Kenny Davern 1992 im Jazzland, Wien

Kenny Davern (* 7. Januar 1935 in Huntington, Long Island, New York; † 12. Dezember 2006 in Sandia Park, New Mexico) war ein US-amerikanischer Jazz-Klarinettist und Saxophonist (Sopran und andere) des Dixieland Jazz und Swing.

## Leben und Wirken
Kenny Davern kam aus einem zerrütteten Elternhaus und lebte in neun Pflegefamilien, bis er bei seiner Großmutter in Queens aufwuchs, die eine litauische Jüdin war, während sein Vater irisch-katholisch war. Er begann sich für Jazz zu interessieren, nachdem er Swing-Musiker wie Artie Shaw hörte, von prägendem Einfluss war dann aber die Dixieland-Jazzmusik eines Pee Wee Russell, den er auch in Eddie Condons New Yorker Club hörte. Davern nahm klassischen Klarinettenunterricht bei David Weber vom Orchester des New York City Ballet. 1951 spielte er in Gigs mit Red Allen und ging 1953 mit der Big Band des Pianisten Ralph Flanagan auf Tour. 1954 trat er der Band von Jack Teagarden bei. Als diese in Kalifornien touren wollten, die Musikergewerkschaft dafür aber einen halbjährigen Aufenthalt verlangte, wechselte er 1955 zu den „Memphis Five“ von Phil Napoleon. Mit ihnen spielte er im Nick’s in Greenwich Village in New York, und außerdem mit Pee Wee Erwin und seiner eigenen Band „Washington Squares“. 1961 spielte er in der Band von Ted Lewis im Roseland Ballroom und 1962/3 bei den „Dukes of Dixieland“ (mit denen er unter anderem ein Gospel-Album mit den Clara Ward Singers aufnahm). Ende der 1960er Jahre spielte er viel gemeinsam in einer Band mit dem Pianisten Dick Wellstood im „The Ferry Boat“ in Brielle, New Jersey (was ihm so gut gefiel, dass er ein Angebot ausschlug, bei den „Louis Armstrong All Stars“ mitzuspielen). Bekannt wurde er in den 1970er Jahren mit der Band „Soprano Summit“, die er mit Bob Wilber leitete – beide begegneten sich zuerst auf einer von Dick Gibsons „Colorado Jazz Parties“. Nach der Auflösung der Band 1979 wandte er sich vornehmlich der Klarinette zu. Er spielte auf Festivals (wie dem Newport Jazz Festival, dem von Nizza, Edinburgh und dem North Sea Jazz Festival), auf Jazzpartys und mit der „New York Jazz Repertory Company“ unter Dick Hyman. 1991 kam es mit Wilber zu einer „Summit Reunion“. In den 2000er Jahren nahm er einige Alben auf Arbors auf, an denen unter anderem Ken Peplowski und Tony DeNicola mitwirkten.
1978 nahm er mit Steve Lacy (den er noch aus der Dixieland Szene der 1950er kannte), Paul Motian und Steve Swallow das Free-Jazz-Album „Unexpected“ auf.
2001 wurde er Ehrendoktor des Hamilton College in Clinton in New York City. Er starb 2006 an einem Herzanfall in seinem Haus in New Mexico.

## Diskographische Hinweise
LPs
- Live at the New School (Chiaroscuro 1972) mit Wild Bill Davison, Dick Wellstood, Eddie Condon, Gene Krupa
- Dick Wellstood and His All-Star Orchestra Featuring Kenny Davern (Chiaroscuro 1973)
- John & Joe (Chiaroscuro 1977) mit Flip Phillips, Dave McKenna, George Duvivier, Bobby Rosengarden

CDs
- Strechin' Out (Jazzology 1983) mit Dick Wellstood, Chuck Riggs dm
- Big Three (Jazzology 1985) mit Martin Litton p, John Petters dm
- One Hour Tonight (Music Masters 1988) mit Howard Alden, Phil Flanigan, Giampaolo Biagi dm
- I'll See You in My Dreams (Music Masters 1988) mit Howard Alden, Phil Flanigan, Giampaolo Biagi
- My Inspiration (Music Masters 1991) mit Bob Haggart Orchestra feat.: Howard Alden, Bobby Rosengarden mit Streichern
- East Side, West Side (Arbor Records 1994) mit Dan Barrett, Joel Helleny, Bucky Pizzarelli, Bob Haggart, Tony DeNicola
- At Mill Hill Playhouse (Arbor Records 2003) mit James Chirillo, Greg Cohen, Tony deNicola